# Bernardo Mateo Sagasta y Echevarría
Bernardo Mateo Sagasta y Echevarría [a vegades figura com Echeverría] (Pontevedra, 21 de setembre de 1866-2 de novembre de 1937) va ser un polític i enginyer espanyol, diputat a les Corts Espanyoles durant la restauració borbònica.

## Biografia
Nascut el 21 de setembre de 1866 a Pontevedra, el seu pare Pedro era germà del pare de Práxedes Mateo Sagasta, Clemente. Fou un polític liberal, va ser diputat a Cortspel districte de Pontevedra de Caldas de Reis entre 1893 i 1923, obtenint escó en aquesta plaça en les eleccions de 1893, 1896, 1898, 1899, 1901, 1903, 1905, 1907, 1910, 1914, 1916, 1918, 1919, 1920 i 1923.
També va exercir el càrrec de subsecretari d'Hisenda el 1901 i el 1905,, i va exercir de forma interina la cartera d'Hisenda entre el 31 d'agost i l'11 de setembre de 1905, en absència del titular, José Echegaray.
Va ser el president de la segona comissió parlamentària (la primera datava de 1922), conformada al juliol de 1923 amb l'objectiu d'emetre un dictamen sobre l'Expedient Picasso. Després del cop d'estat de Primo de Rivera de setembre de 1923, va sostreure del Congrés els documents de l'informe i els va salvaguardar fins a l'arribada de la Segona República el 1931, quan els va tornar a lliurar a les Corts.
Escollit el 1901 membre de la Reial Acadèmia de Ciències Exactes, Físiques i Naturals, es va convertir en membre de ple dret en prendre possessió el 30 de gener de 1916. Va morir el 2 de novembre de 1937.